# Otakar Zich
Otakar Zich (25. března 1879 Městec Králové – 9. července 1934 Ouběnice u Benešova) byl český skladatel a estetik.

## Život
V letech 1897–1901 poslouchal na pražské filozofické fakultě přednášky z matematiky, fyziky a estetiky. Byl žákem vynikajícího estetika Otakara Hostinského a chráněnec obrazoboreckého muzikologa a kritika Zdeňka Nejedlého.
V letech 1903–1906 vyučoval fyziku a matematiku na střední škole v Domažlicích. V letech před první světovou válkou Zich žil v Praze, kde se aktivně podílel na hudebním životě jako kritik. Z této funkce podporoval snahy Nejedlého pro-smetanovské kliky proti intelektuálním zastáncům Antonína Dvořáka, zejména během tzv. Dvořákovy aféry v letech 1911–1914, kdy zpochybňoval uměleckou integritu Dvořákovy kompozičního jazyka. Tyto aktivity pevně spojily Zicha s akademickým okruhem Nejedlého na Univerzitě Karlově, kde se roku 1911 habilitoval z estetiky. V letech 1919–1923 dojížděl z Prahy do Brna, kde na Masarykově univerzitě zřídil a vedl filozofický seminář. Přednášel zde nejen z dějin filozofie, ale také a především z psychologie a estetiky. Roku 1924 byl jmenován profesorem estetiky na Univerzitě Karlově, kde obnovil a až do své smrti roku 1934 vedl estetický seminář.
Zemřel v červenci 1934 a pohřben byl na Vinohradském hřbitově.

## Styl
Jako skladatel byl Zich z velké části samoukem, ačkoli bychom ho mohli označit za pokračovatele post-smetanovské linie českých skladatelů (mezi něž patřili také Zdeněk Fibich, Josef Bohuslav Foerster a Otakar Ostrčil, kteří byli všichni nějakým způsobem spojeni s Nejedlým). Jeho hlavními příspěvky ke koncertnímu životu v Praze byly opery Malířský nápad (1908), Vina (1915) a Preciézky (na Zichův vlastní překlad Molièreových Les précieuses ridicules, 1924). Také vytvořil několik sólových vokálních a sborových skladeb. Jeho hudební styl je rozkročený mezi pozdním romantismem a raným neoklasicismem, spojujících hutnou orchestraci, Wagneriánské leitmotivy a mohutně lineárním kontrapunktem s hravou odezvou ve starších stylech. S výjimkou Preciézek a několika menších skladeb, většina Zichova díla nebyla publikována.
Kvůli jeho spojení s Nejedlým se představení Zichových skladeb část setkávala s chladným nepochopením meziválečné Prahy, kdy kritika oceňovala nové kompozice na základě faktické loajality. Zřejmě nejhoršího přijetí se dočkala premiéra Viny v roce 1922, kterou ultrakonzervativní kritik Antonín Šilhan napadl v urážlivém článku nazvaným Finis musicae (Konec hudby). Šilhanova argumentace se primárně zaměřovala na orchestrální partituru opery, kde kontrapunkt místy hraniční s atonalitou.
Zich je také autorem mnoho folklorních studií a knih o estetice: nejvýznamnější z nich jsou Estetické vnímaní hudby (1911) a Estetika dramatického umění (1931). V obou z nich zkoumá užití fenomenologie pramenící z díla Hegela a Husserla, na různé druhy dramatického umění, a jeho teorie jsou dodnes předmětem debat v současných českých akademických kruzích. Jako muzikolog se věnoval také studiu Smetanova života a díla, s četnými analytickými články v českojazyčných hudebních časopisech.

## Hudební dílo (výběr)

### Opery
- Malířský nápad op. 7 (podle Svatopluka Čecha, 1908)
- Vina op. 10 (podle hry Jaroslava Hilberta, 1911–1915, Státní cena za rok 1923)
- Preciézky op. 12 (aktovka podle Molièra, 1922–1924, Státní cena za rok 1927)

### Kantáty
- Osudná svatba op. 1 (na lidové texty, 1905, orchestrální verze 1919)
- Pátý hrobeček op. 2 (1906)
- Zimní balada (text Jan Neruda, 1906)
- Polka jede op. 5 (text Jan Neruda, 1907)
- Romance o Černém jezeře op. 6 (melodram, Neruda, 1907)

### Komorní skladby
- Česká suita pro housle a violoncello op. 14 (1928)
- Smyčcové trio e-moll op. 21
- Klavírní trio e-moll (1902)
- Chodská suita op. 23 (oktet, rovněž úprava pro noneto)

Četné písně a sbory.

## Literární dílo (výběr)
- O typech básnických, 1918
- Sokolstvo z hlediska estetického, 1920
- Symfonické básně B. Smetany, 1924
- Estetika dramatického umění: Teoretická dramaturgie, 1931
- Estetika hudby, 1981
- Několik úvah z theorie hudby, Výroční zpráva c.k. vyššího gymnasia v Domažlicích za šk. r. 1903–04 a 1905–06.
- Poznámka k tzv. subjektivním spodním tónům, Česká mysl 1908
- Z posledních let činnosti O. Hostinského, Česká mysl 1910
- Estetické vnímání hudby. Psychologický rozbor na podkladě experimentálním, Česká mysl 1910
- K psychologii uměleckého tvoření. Metodologická úvaha, Česká mysl 1911
- Estetika na školách středních, Estetická příprava mysli, Úkoly české esthetiky, Česká mysl 1919
- Umělecká etika, Česká mysl 1927
- Rozhledy po estetice, Česká mysl 1929